# Liste der Bodendenkmäler in Goch
Die Liste der Bodendenkmäler in Goch enthält die denkmalgeschützten unterirdischen baulichen Anlagen, Reste oberirdischer baulicher Anlagen, Zeugnisse tierischen und pflanzlichen Lebens und paläontologischen Reste auf dem Gebiet der Stadt Goch im Kreis Kleve in Nordrhein-Westfalen (Stand: November 2020). Diese Bodendenkmäler sind in Teil B der Denkmalliste der Stadt Goch eingetragen; Grundlage für die Aufnahme ist das Denkmalschutzgesetz Nordrhein-Westfalen (DSchG NRW).
| Bild           | Bezeichnung                                                         | Lage                         | Beschreibung | Bauzeit | Eingetragen seit | Denkmal- nummer |
| -------------- | ------------------------------------------------------------------- | ---------------------------- | ------------ | ------- | ---------------- | --------------- |
|                | Mittelalterliche Motte Hassum                                       | Hassum                       |              |         | 11.03.1987       | B 4             |
|                | Bombentrichter aus dem Zweiten Weltkrieg in Pfalzdorf               | Pfalzdorf                    |              |         | 11.03.1987       | B 5             |
|                | Mittelalterliche Landwehr                                           | Pfalzdorf                    |              |         | 11.03.1987       | B 6             |
|                | Mittelalterliche Landwehr                                           | Pfalzdorf                    |              |         | 11.03.1987       | B 7             |
|                | Mittelalterlicher Spykerhügel Hassum                                | Hassum                       |              |         | 11.03.1987       | B 8             |
|                | Mittelalterliche Wurt                                               | Kessel                       |              |         | 17.04.1991       | B 13            |
|                | Mittelalterliche Motte Mühlenbruck                                  | Kessel                       |              |         | 17.04.1991       | B 14            |
| weitere Bilder | Mittelalterliches bis neuzeitliches Kloster Graefenthal             | Asperden Maasstraße 50 Karte |              |         | 21.11.1991       | B 18            |
|                | Mittelalterliche bis neuzeitliche Stadt Goch                        | Goch                         |              |         | 14.03.2007       | B 31            |
|                | Waldbahn im Reichswald von 1917–1945                                | Nergena Reichswald           |              |         | 01.08.2019       | B 32            |
|                | Feldstellungen der dritten Linie der Reichswaldstellung von 1944/45 | Nergena Reichswald           |              |         | 05.03.2020       | B 33            |